# Adolf Carl
Adolf Heinrich Wilhelm Carl, auch Adolph Carl (* 13. Mai 1814 in Kassel; † 29. April 1845 in Rom), war ein deutscher Landschaftsmaler.

## Leben

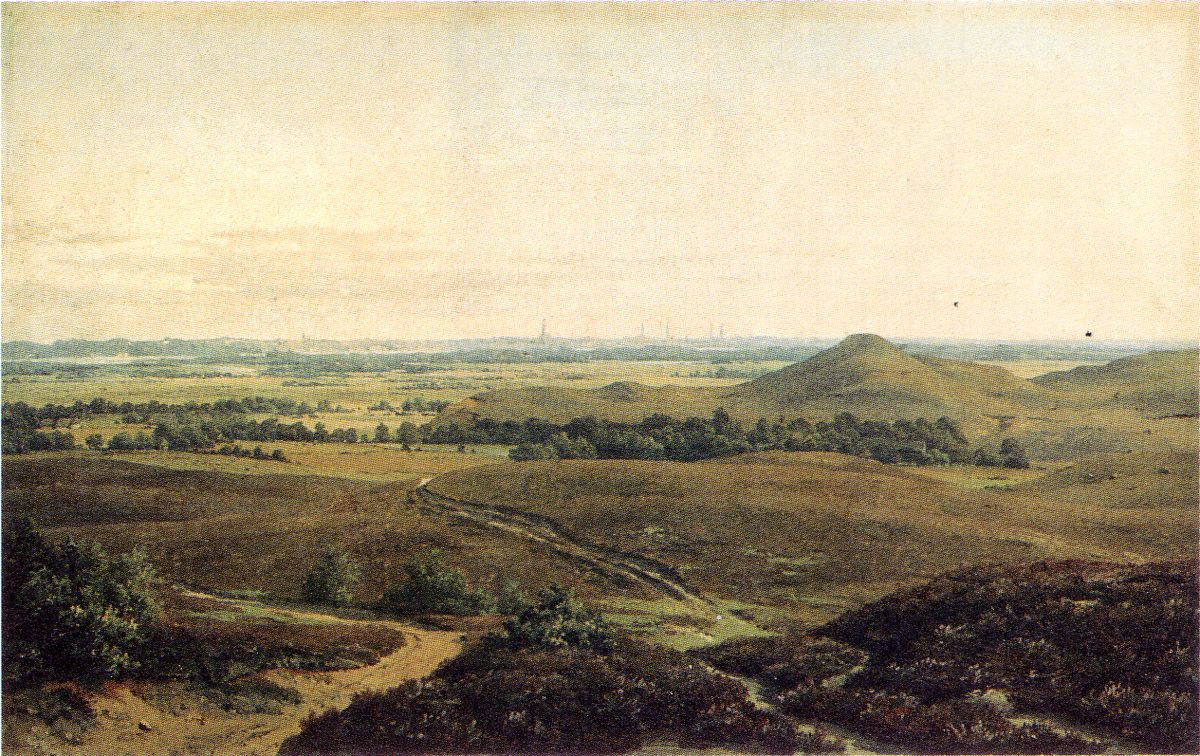
Blick auf Hamburg, um 1835, Hamburger Kunsthalle

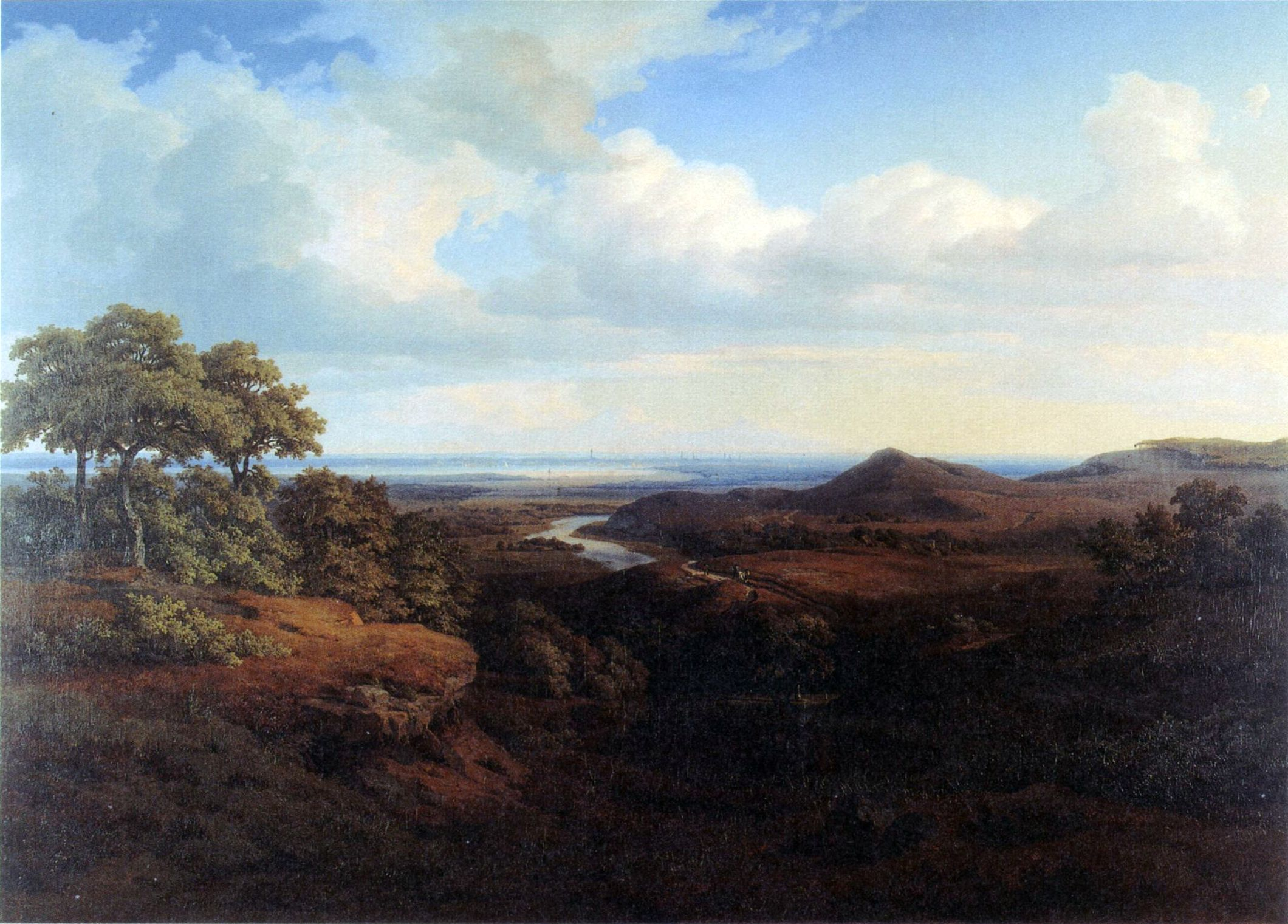
Lüneburger Heide mit Blick auf Hamburg, 1839

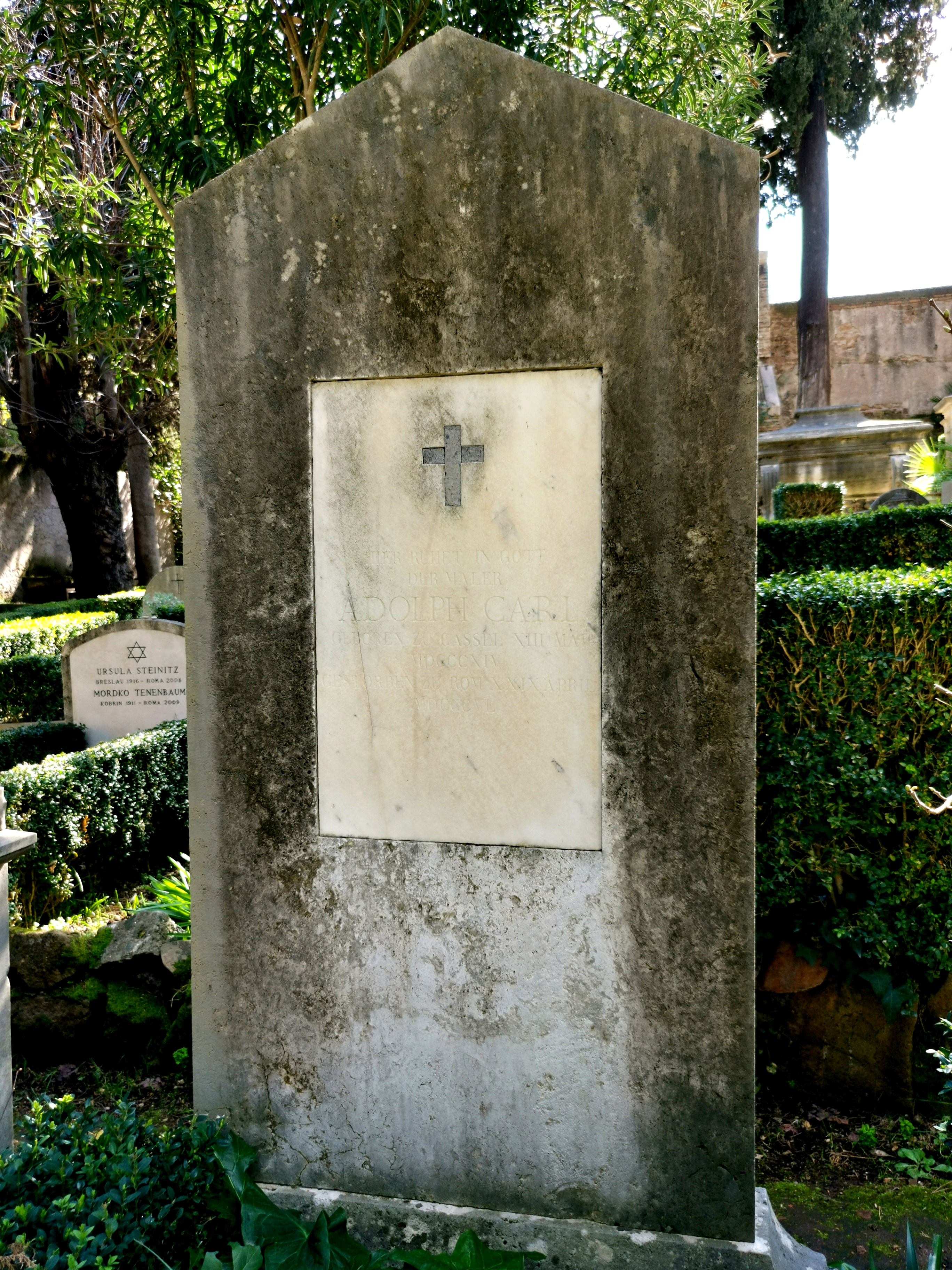
Grab auf dem Nichtkatholischen (Protestantischen) Friedhof Rom

Carl wuchs in Hamburg auf, wo er zunächst Schüler von Siegfried Detlev Bendixen war. 1832 ging er mit dem Hamburger Landschaftsmaler Heinrich Martens nach Kopenhagen, wo er an der Kunstakademie Schüler von Christoffer Wilhelm Eckersberg war. Studienreisen führten ihn mit dem Landschaftsmaler Louis Gurlitt nach Kullen in Schweden (1833) und mit dem Landschaftsmaler Johann Paul Mohr auf die Insel Møn (1834). Im März 1833 wurde er mit Mohr, der ebenfalls die Kopenhagener Akademie besuchte, im Hamburger Künstlerverein von 1832 eingeführt.
Im Sommer 1836 malte Carl an der Elbe und in der Lüneburger Heide, anschließend wurde er mit Gurlitt, Martens und Mohr in München ansässig, wo er, wie zuvor schon in Kopenhagen, im Freundeskreis von Louis Gurlitt verkehrte, an dem er sich künstlerisch orientierte. Weitere Studienreisen führten ihn an den Chiemsee und ins Salzburger Land. 1838 unternahm er mit Gurlitt und Mohr eine Studienreise über Meran und Bozen zum Gardasee. 1841 wohnte er wieder in Hamburg. Eine Zeit lebte er in Düsseldorf. Seit 1833 war er auf Ausstellungen in Kopenhagen, Hamburg, München und Berlin vertreten. 1843 ging er mit seinen Düsseldorfer Malerfreunden Andreas Achenbach und Bernhard Fries nach Italien, wo er sich in einem deutschrömischen Künstlerkreis aufhielt, dem außerdem Louis Gurlitt und Franz Ludwig Catel angehörten. Nach einer Reise nach Sizilien mit Achenbach und Fries malte er italienische Landschaften, die sich erfolgreich verkauften. Carl starb 30-jährig an einer Herzkrankheit in Rom. Seine Gebeine ruhen dort auf dem Protestantischen Friedhof.

## Werke (Auswahl)
- Blick auf Hamburg, Hamburger Kunsthalle
- Elbstrand bei Neumühlen, um 1841, Altonaer Museum, Hamburg
- Waldpartie bei Hellbæk, Statens Museum, Kopenhagen
- Schloss Falkenstein im Harz, Statens Museum, Kopenhagen
- Römische Campagna, Hamburger Kunsthalle

## Ausstellungen (Auswahl)
- 2019: Hamburger Schule – Das 19. Jahrhundert neu entdeckt (12. April bis 14. Juli), Hamburger Kunsthalle